# Eastland
Le S.S. Eastland était un navire de croisière à vapeur ayant pour port d'attache Chicago. Le bateau fut commandé en 1902 par la Michigan Steamship Company et construit par la Jenks Ship Building Company. Son voyage inaugural eut lieu en juillet 1903. Le 24 juillet 1915, il chavira avec 2 500 personnes à bord dans la rivière Chicago, alors qu'il était encore amarré au quai, 845 personnes perdirent la vie dans ce naufrage.

## Carrière de l’Eastland

### Des problèmes en cascade
En juillet 1903, déjà, un surnombre de passagers fit que l’Eastland se mit à gîter puis à embarquer, si bien qu'une des passerelles fut pratiquement submergée. La situation fut rapidement sous contrôle, mais elle n'était que la première d'une longue suite d'incidents. Plus tard, le même mois, la poupe du navire, alors qu'il reculait, fut endommagée par le remorqueur George W. Gardner. En août 1906, un nouvel incident, comparable au premier de la liste, résulta en une plainte contre la Chicago-South Haven Line, qui avait acquis le bateau au printemps de cette année. La plainte aboutit en une diminution de la capacité d'emport du navire qui fut réduite de 3 300 à 2 800 passagers.

### Mutinerie
Le 14 août 1903, alors qu'il croise de Chicago à South Haven, les chauffeurs refusèrent d'alimenter la chaudière, arguant qu'ils n'avaient pas eu de pommes de terre au repas. Alors qu'ils refusaient de retourner à leur travail, le capitaine John Pereue ordonna qu'ils soient arrêtés. À leur arrivée à South Haven, les six hommes, Glenn Watson, Mike Davern, Frank La Plarte, Edward Fleming, Mike Smith, et William Madden, furent incarcérés à la prison municipale. Deux autres chauffeurs, George Lippen et Benjamin Myers, avaient alimenté les feux jusqu'au port. Peu après la mutinerie, Pereue fut remplacé.

### La catastrophe

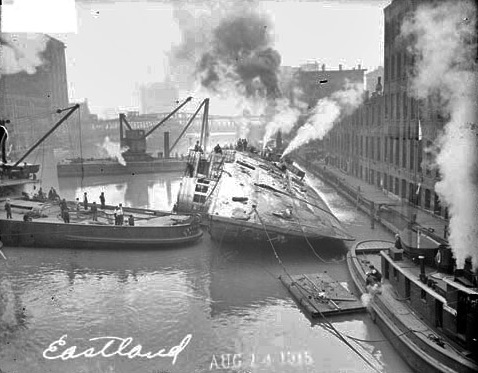
L’Eastland lors des opérations de renflouage.

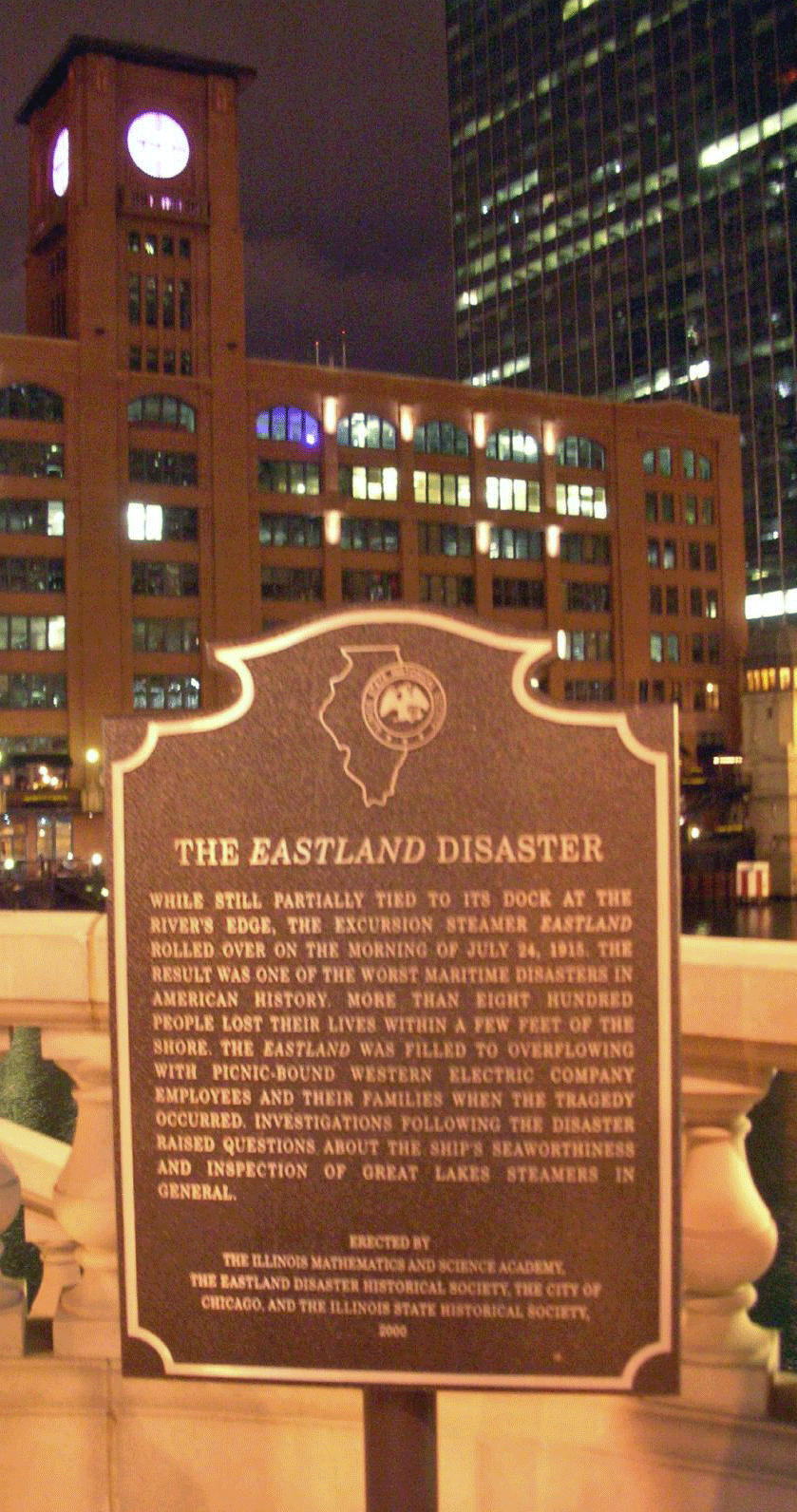
Le Historical marker le long de la rivière Chicago (à l'angle LaSalle Bd et West Waker Drive).

En juin 1914, l’Eastland fut à nouveau vendu, cette fois, à la St. Joseph-Chicago Steamship Company. Le capitaine Harry Pedersen en devint le commandant.
En 1915, le nouveau Seaman's Act (loi fédérale sur la marine), voté après la catastrophe du Titanic, imposait d'équiper les navires avec un nombre suffisant d'embarcations de sauvetage. Bien qu'il soit de notoriété publique que le poids de ces embarcations de sauvetage était potentiellement dangereux pour la stabilité des navires des Grands Lacs, le président, Woodrow Wilson, signa malgré tout la loi. L’Eastland qui portait déjà beaucoup de poids sur ses parties hautes se retrouva encore surchargé par les embarcations de sauvetage qu'il le rendirent encore plus instable qu'auparavant.
Le 24 juillet 1915, l’Eastland et deux autres navires de croisière, le Theodore Roosevelt et le Petoskey, devaient emmener des employés de la Western Electric de Chicago à un pique-nique à Michigan City dans l'Indiana. Les passagers commencèrent à embarquer le matin vers six heures trente. Vers sept heures dix, le bateau avait atteint sa capacité maximale de 2 500 passagers. Il avait également commencé à prendre de la gîte sur son bord à quai, ce que l'équipage tentait de contrôler en admettant de l'eau dans ses ballasts. Vers sept heures vingt-huit l’Eastland commença à chavirer, venant reposer sur son flanc à seulement 6 mètres du quai, sur la rive sud de la rivière Chicago entre les rues de Clark et LaSalle, juste en face du Reid, Murdoch & Co. Building. Le Kenosha vint à proximité de la coque pour permettre aux passagers de regagner la terre ferme sans risque. 841 passagers et 4 membres d'équipage moururent dans la catastrophe. Nombre de passagers de l’Eastland étaient des immigrants d'origine tchèque vivant à Cicero dans l'Illinois.
C'était une journée pluvieuse et de nombreux passagers (y compris de jeunes femmes et des mères avec leurs enfants) s'étaient réfugiés à l'intérieur du navire pour échapper aux éléments. Nombre de passagers furent pris au piège par l'eau et le chavirement soudain. D'autres furent écrasés par des meubles et certaines infrastructures du navire.
L'écrivain Jack Woodford fut témoin de la catastrophe et en fit un article pour le journal Herald and Examiner. Dans son autobiographie, Woodford écrivit :

« Et c'est alors qu'un mouvement attira mon regard. Je regardai de l'autre côté de la rivière. Je vis à ce moment, à ma plus grande stupéfaction un vapeur, aussi grand qu'un transatlantique se coucher lentement sur le flanc, tel une baleine se préparant à faire la sieste. Je ne pouvais pas croire qu'un énorme vapeur avait pu faire ceci devant mes yeux, alors qu'il était toujours amarré au quai, dans une eau et par un temps parfaitement calmes, sans aucune explosion, sans incendie, sans rien. J'ai pensé que j'étais devenu fou. »

Les victimes sont enterrées au Bohemian National Cemetery de Chicago.

## Seconde vie: USSWilmette
Après son renflouage en octobre 1915, l’Eastland fut vendu à la United States Navy Reserve de l'Illinois. Il fut converti en canonnière et rebaptisé USS Wilmette le 20 février 1918 et mis en service actif le 20 septembre 1918 sous le commandement du capitaine William B. Wells. Stationné à la Naval Station Great Lakes de Chicago, il servit à l'entraînement des marins et navigua à travers les Grands Lacs et fut retiré du service actif le 5 février 1940. Lors de cette seconde carrière, les marins qui servirent à son bord attestèrent qu'il était toujours aussi instable et prenait fréquemment une gîte inquiétante. Rebaptisé IX-29 le 1er février 1941, il reprit encore du service pour entraîner les canonniers des navires marchands traversant l'Atlantique, lors de la Seconde Guerre mondiale, qui étaient alors régulièrement attaqués par les U-Boot allemands. Il fut retiré du service le 28 novembre 1945 et vendu à la Hyman Michaels Co., un ferrailleur, qui le démolit en 1947.